# Antiòquida
Antiòquida (grec antic: Ἀντιοχίς) era el nom d'una tribu de l'antiga Atenes que tenia tretze demos o districtes. El seu nom provenia de l'heroi epònim Antíoc, un fill d'Hèracles i de Meda, filla de Filant, rei dels dríops.
Falèron, el port d'Atenes, pertanyia a aquesta tribu, una de les que es van fundar amb les reformes de Clístenes. D'aquest port va iniciar el seu viatge Menesteu, cap a la guerra de Troia, i Teseu, per la seva expedició a Creta. Sòcrates pertanyia a aquesta tribu. Eren pritans persones d'aquesta tribu quan es van jutjar els deu generals després de la batalla naval de les Arginuses. Arístides comandava un contingent d'antiòquides a la batalla de Marató.